# Resistance: Fall of Man
Resistance: Fall of Man (normalmente llamado Resistance 1 o abreviado como RFoM y desarrollado originalmente como I-8) es un shooter de ciencia ficción en primera persona exclusivo para PlayStation 3, desarrollado por Insomniac Games, los creadores de los populares Spyro the Dragon para PlayStation y Ratchet & Clank para PlayStation 2.
El juego se sitúa en 1951 y se desarrolla como una ucronía en donde la Segunda Guerra Mundial nunca ocurrió sino que, en su lugar, un peligroso virus se ha extendido por toda Europa, y pone al jugador en los pasos del sargento estadounidense Nathan Hale, mientras él y el ejército británico luchan por vencer a la invasión Quimera. La historia continúa en Resistance 2 y en Resistance 3.
Su estreno fue el 11 y el 14 de noviembre de 2006, para Japón y Estados Unidos, respectivamente. En Europa fue el 23 de marzo de 2007.

## Jugabilidad
Resistance: Fall of Man es un videojuego de disparos en primera persona ambientado en una historia alternativa. Muchas de sus características de juego se derivan de esto, especialmente las armas. Algunas armas se basan en armas reales de alrededor de la década de 1950, mientras que algunas armas se alteran futurísticamente de acuerdo con la historia del juego. Insomniac Games ha combinado su jugabilidad de crear armas y vehículos exóticos, como los que se encuentran en la serie Ratchet & Clank, con su motor de desarrollo patentado y su sistema de física para crear armamento humano y Chimeran únicos. Cada arma proporciona un estilo de juego y estrategia únicos. Un ejemplo de esto se encuentra con el Auger (Chimeran). El fuego principal en esta arma es el fuego rápido simple, pero las balas se abren paso a través de las paredes, en realidad salen más fuertes del otro lado, abriendo un nuevo nivel de estrategia. El fuego secundario crea una barrera que es resistente a todas las balas pero a las suyas. Además de las armas habituales de corto y largo alcance, el juego presenta varios tipos diferentes de granadas, con variedades tanto históricas como futuristas. Por ejemplo, una granada, conocida como la granada Backlash, es capaz de crear una barrera en forma de domo, donde el jugador puede entrar para cubrirse. La barrera refleja disparos de la quimera opuesta.
El videojuego presenta ataques cuerpo a cuerpo, y la función de detección de movimiento del controlador SIXAXIS que se utiliza para varias cosas, como sacudir enemigos que agarran al jugador, sacudir etiquetas y llamas en el modo multijugador y mostrar rápidamente un mapa o tabla de clasificación en una partida multijugador. El jugador también tiene acceso a las torretas y un jeep conducible con una torreta en ciertos niveles. El juego también estuvo en la lista de títulos de Sony para recibir una actualización en línea que admite la función de vibración del controlador DualShock 3 para Japón, Norteamérica y Europa.
También hay puntos de habilidad que se pueden obtener a lo largo del juego en el modo de un solo jugador. Estos se otorgan por ciertas acciones que están insinuadas por sus títulos; sin embargo, los detalles específicos no se revelan hasta que el punto de habilidad se haya ganado realmente. Hay puntos de habilidad genéricos que se pueden obtener en un solo nivel, y algunos que son específicos de ciertos niveles del juego. Cada tarea vale una cantidad diferente de puntos que se utilizan para desbloquear medios adicionales para el juego. Los requisitos para los puntos de habilidad no se le informan al jugador hasta que se desbloquea, lo que dificulta la consecución de estos puntos.
Además, múltiples documentos de Intel se pueden encontrar dispersos en cada nivel. Estos le dan al jugador una idea de lo que sucedió, está sucediendo y sucederá.

### Multijugador
Resistance: Fall of Man presenta un modo multijugador para hasta 40 jugadores en línea y hasta 4 jugadores fuera de línea.
Los juegos multijugador tuvieron poca o ninguna latencia (sujeto a la conexión del jugador y la ubicación del host), incluso mientras jugaban los 40 jugadores en línea debido a la implementación de servidores dedicados en PlayStation Network.
La versión multijugador del videojuego también permitió a los jugadores crear su propio clan, crear sus propios partidos (juegos personalizados) o unirse a juegos preestablecidos (juegos clasificados). Durante los juegos, los jugadores pueden hablar con sus compañeros de equipo usando un auricular Bluetooth o USB. El chat de texto también se habilitó en los salones previos al juego.
El modo multijugador en línea tenía un sistema de amigos integrado que permitía a los jugadores sumarse entre ellos sin convertirse en amigos en el PSN. La lista de amigos en línea mostraba que el amigo de un jugador estaba en la sala, en el escenario o en el juego. Desde aquí, los jugadores pueden invitar al juego, invitar a la fiesta o enviar un mensaje. Esto en el sistema del juego permitió la interacción fácil de usar entre amigos y evitó la necesidad de que los jugadores salgan del juego para hablar con amigos; una característica que estuvo ausente en la mayoría de los otros títulos de PS3, hasta que se lanzó el firmware del sistema 2.40.
Los servidores en línea para el juego (y las secuelas) se cerraron el 28 de marzo de 2014 y el multijugador en línea ahora no está disponible. El cierre también inhabilitó las actualizaciones del juego, ya que usaba un sistema de actualización diferente, a través de los servidores de varios jugadores.

### Contenido descargable
El 7 de junio de 2007, un portavoz de SCEA publicó un mensaje en MyResistance.net, informando a los jugadores que habían surgido complicaciones y que la Actualización mundial y el paquete de mapas se habían retrasado durante un período de tiempo no especificado. Sin embargo, el vocero mencionó que solo sería por un corto período de tiempo.
Además de los mapas anteriores, Insomniac puso a disposición dos mapas adicionales el 29 de junio de 2007 en un paquete de mapas por $ 7.99 USD, $ 8.99 CAD, £ 2.99 GBP, € 4.49 y $ 7.45 AU.
Se lanzó un paquete de mapas adicional el 29 de noviembre de 2007 que incluye dos mapas adicionales por el precio de $ 4.99 USD.
A partir del 11 de diciembre de 2008, todos los paquetes de mapas para Resistance: FoM se pusieron a disposición de forma gratuita como un regalo navideño de Insomniac debido al lanzamiento de Resistance 2.
Todos los paquetes de mapas están disponibles para el modo multijugador de pantalla dividida local.
Los paquetes de mapas se eliminaron de la PlayStation Store en marzo del año 2014, aunque solo en Europa. Todavía están disponibles en PlayStation Store en EE. UU. Aunque no se pueden usar debido al cierre del servidor antes mencionado. Dado que el juego utilizaba un sistema diferente para descargar las actualizaciones del juego (al ingresar a los modos multijugador, a diferencia de la mayoría de los títulos que buscan actualizaciones del XMB o después de iniciarlas), y dado que las actualizaciones eran necesarias para la compatibilidad del DLC, los paquetes del mapa se podían usar solo por personas que descargaron las actualizaciones antes del cierre del servidor, en marzo de 2014. Poco después del cierre de los servidores del juego, se lanzó una versión digital del juego en la PlayStation Store, exclusivamente en Europa. Viene con todas las actualizaciones del juego y paquetes de mapas, y la compatibilidad total con los juegos salvados de la edición física.

### Mapas
Hay muchos lugares diferentes que el jugador puede visitar durante el juego, todos los cuales se basan en lugares en Inglaterra. Todos los mapas varían en tamaño y algunas de las ubicaciones más populares, como "Nottingham" y "Grimsby", vienen en cuatro tamaños diferentes.
Pocos días después de lanzar el Patch 6, Insomniac Games+ presentó dos nuevos mapas para Resistance: Fall of Man para la PS3. Los dos mapas, Bracknell y Axbridge, serán adecuados para todo tipo de juegos y pueden acomodar de 8 a 40 jugadores por ronda.
Bracknell es un mapa totalmente interior donde los jugadores luchan entre el telón de fondo de los nidos de Chimeran y los viñedos de Widowmaker, perfectos para el combate vertical y en cuartos cerrados. Axbridge, por otro lado, es un corredor estrecho con dos bases humanas en cada extremo. Además de buenos puntos de francotiradores, el mapa de Axbridge también proporciona el lugar perfecto para el combate cuerpo a cuerpo.

### Rumble
En noviembre de 2007, se puso a disposición una actualización del juego que habilitó la funcionalidad de rumble para los controladores DualShock 3. Sin embargo, ya no está disponible para descargar después de que los servidores multijugador en línea se cerraron el 8 de abril de 2014. Actualmente solo está disponible con la versión digital del juego, lanzada en Europa.

### Partidas igualadas
Las partidas igualadas colocan automáticamente a los jugadores en un partido de una categoría elegida. Las partidas tienen la intención de agrupar jugadores cuyos rangos sean los mismos o muy cercanos, para que los partidos sean competitivos. Las partidas igualadas le dan al jugador experiencia, lo que le permitirá al jugador ascender en diferentes rangos. A medida que el jugador asciende, se desbloquean recompensas especiales para su personaje.
Hay tres categorías de las que el jugador puede elegir, cada una con sus propios modos y una en la que el jugador se colocará automáticamente. Las tres categorías son:
Gratis para todos: en esta categoría hay un modo de combate a muerte, que es un simple combate a muerte gratuito. También hay modo de conversión, un tipo de juego de eliminación.
Team Deathmatch, es la segunda categoría seleccionable que lleva directamente al jugador a un Team Deathmatch donde dos equipos luchan para ver quién puede llegar al objetivo puntual primero (puntuación normal) matando a los miembros del equipo contrario. Map Pack Mayhem se agregó recientemente al modo de juego Team Deathmatch.
Objetivo del equipo: Al seleccionar esta categoría, el jugador será llevado al tipo de juego Derretimiento, Captura de bandera, Incumplimiento o Asalto. El modo más común al que el jugador se dirige automáticamente es Meltdown, en el que dos equipos luchan para capturar los nodos.

### Partidas personalizadas
El modo multijugador para Resistance también permite partidas sin clasificar altamente personalizables, conocidas como partidas 'Personalizadas', que permiten a los anfitriones establecer diferentes parámetros, como puntos de golpe, conjuntos de armas y otros. Las partidas personalizadas que ya están en progreso también se pueden unir y el jugador puede unirse a las partidas de su elección con un filtro que detecta las coincidencias que cumplen los criterios elegidos por el jugador. Otros jugadores también pueden ser invitados a juegos usando la lista de amigos. Los juegos personalizados no tienen mucho XP para ganar en comparación con las partidas clasificadas.

### Modo de Red Local
El modo multijugador en red local (pantalla dividida) también cuenta con una variedad de modos, entre los que se incluyen: Deathmatch, Team-Deathmatch, Captura la bandera, Breach, Assault, Meltdown y Escaramuza.
En todos estos modos, el jugador puede decidir el mapa en el que juega el juego, el límite de tiempo, el número de vidas, los equipos (si corresponde), el límite de puntos y muchas otras variables.
El multijugador competitivo de Resistance no incluye los vehículos que se encuentran en el modo Campaña del juego.
Resistance: Fall Of Man también presenta un modo cooperativo fuera de línea que permite a los jugadores jugar en modo campaña con un amigo.

## Argumento
La narración del juego se estructura mediante diapositivas en blanco y negro, tipo flashback, narradas por la capitana Rachel Parker, uno de los personajes de la obra. Éstas sirven de intersección durante las misiones para explicar el desarrollo de la trama y los actos del sargento Nathan Hale.
A principios del siglo XX, un misterioso acontecimiento afectaba a Rusia. Mientras el resto de Europa se hallaba aislada de los sucesos que acontecían en aquel país, una raza conocida como «quimeras» se apoderaban del país. Para 1949, toda Europa había caído ante la invasión de las quimeras. En el Reino Unido se creían aislados, sin embargo, al año siguiente las quimeras cruzaban el canal de la Mancha e invadían las islas; los británicos igualmente sucumbieron rápidamente.
En julio de 1951, los estadounidenses se preparaban para apoyar a los británicos en su lucha contra las quimeras. De entre ellos, la historia se centra en el sargento Nathan Hale, que acudió junto al resto de las tropas estadounidenses a York para encontrarse con los británicos. Durante la batalla, Hale fue infectado con el virus quimera, descubriéndose que era inmune al virus, lo que lo convertiría en el único sujeto inmune conocido hasta el momento. Hale fue el único superviviente de las tropas americanas.
Capturado por las quimeras, Hale fue llevado a un centro de conversión en Grimsby. Es ahí donde conoce a la capitana Rachel Parker, que será la primera en descubrir que Hale está infectado. Tras escapar, Hale colabora con los británicos en su lucha contra las quimeras, en ciudades como Mánchester o Nottingham. Combatiendo junto a un teniente británico llamado Stephen Cartwright, descubren que las quimeras excavan colosales torres con las que establecen el control del territorio. Hale sigue los túneles de las quimeras, descubriendo que todas convergen en la torre principal de Londres, creyendo Hale que su inutilización puede significar la clave para derrotar a las quimeras. 
Hale se infiltra en la torre de Londres y consigue detonarla, causando que las demás torres en Gran Bretaña queden inutilizadas y que las quimeras sucumban, pese a todo, el cuerpo de Hale nunca fue encontrado, siendo dado por muerto. Sin embargo, en la escena poscréditos, se observa a Hale caminando por la nieve, siendo encontrado por un pelotón que lo traslada a una aeronave.

### Capítulos
| Capítulo 1 - York - El sargento Nathan Hale llega a York, donde los estadounidenses esperan encontrarse con los británicos en la Operación Liberación. Pronto empiezan a verse superados por las quimeras, mientras que Hale es infectado con el virus quimera por un grupo de orugas. Incorporándose de nuevo a la acción, se une al capitán Winters, que se prepara para asegurar una pista de aterrizaje. En ese momento, las quimeras lanzan proyectiles de los cuales surgen orugas que acaban con todos ellos. |
| Capítulo 2 - Grimsby - Hale se despierta en un centro de conversión, lugar donde los humanos infectados son transformados en quimera acelerando el proceso de conversión. Con la ayuda de la capitana Parker, otra prisionera del centro, Hale trata de escapar de la factoría. |
| Capítulo 3 - Mánchester - Hale colabora con el esfuerzo británico en la guerra. Es trasladado a Mánchester, última línea de defensa ante las quimeras. Los británicos desean recuperar el convoy que iban a entregar a los norteamericanos y que ahora está en poder de las quimeras. Gracias a los esfuerzos de Hale y del pelotón del capitán Mitchell, consiguen asegurar el convoy. |
| Capítulo 4 - Nottingham - Nottingham es el siguiente punto de la Resistance británica. Hale se reúne con el teniente Stephen Cartwright, que dirige las operaciones en tierra de los británicos. Tras un enorme esfuerzo, los británicos aseguran la ciudad. |
| Capítulo 5 - Cheshire - Parker decide trasladar el contenido del convoy a la base militar de Cheshire, sólo para descubrir que ha sido tomada por las quimeras. Hale, separado del resto del grupo, avanza en solitario por la base hasta localizar el contenido del convoy, que es, nada más y nada menos, que un Ángel, la criatura que se encarga de dirigir a las quimeras. Hale lo elimina y se reúne de nuevo con la capitana Parker.                                                                          |
| Capítulo 6 - Somerset - Parker envía a Hale junto al teniente Cartwright, que se halla aislado en Somerset tras perder a su pelotón. Hale y Cartwright realizan un descubrimiento trascendental: las quimeras están excavando gigantescas torres. Sin embargo, no tienen tiempo para investigar más este asunto, pues son enviados a un nuevo destino. |
| Capítulo 7 - Brístol - La base militar de Brístol está bajo ataque, siendo enviados allí Hale y Cartwright. El principal objetivo es asegurar la evacuación del personal y el equipo de la base y evitar que caigan en manos de las quimeras. Hale, que consigue capturar un Merodeador, logra contener el ataque el tiempo suficiente como para que la base sea evacuada antes de caer en manos enemigas. |
| Capítulo 8 - Bracknell - Hale decide investigar en solitario los túneles de energía de las quimeras. Parker la considera una misión suicida, pues son un terreno desconocido. Hale, sin embargo, consigue sobrevivir y descubrir que todos los túneles convergen en la torre principal de Londres; Hale cree que, si desactivan dicha torre, podrán detener de una vez por todas a las quimeras. |
| Capítulo 9 - Londres - Hale llega a Londres, descubriendo que la ciudad está completamente cubierta por la nieve debido a los cambios de temperatura provocados por las quimeras. Los británicos y estadounidenses deciden enviar un gran ejército a Londres siguiendo el plan de Hale de desactivar la torre. |
| Capítulo 10 - Támesis - Finalmente los anglo-estadounidenses atacan Londres, pero su ataque se ve frenado por las quimeras. Cruzar el Támesis se convierte en un elemento fundamental para el éxito de la misión. Tras derribar los puentes que cruzan el Támesis, los humanos aseguran su retaguardia para proseguir su avance hacia la torre. |
| Capítulo 11 - Torre - La ofensiva está perdida, por lo que la única esperanza son los soldados (incluyendo a Hale) que consiguieron infiltrarse en la torre. Hale y Cartwright consiguen internarse, pero este último, gravemente herido, se queda atrás. Hale llega hasta el reactor principal, logrando destruirlo. La torre comienza a colapsar mientras Parker aguarda la salida de Hale. Ante la inminente explosión, el avión de Parker se marcha sin poder recoger a Hale.                                    |
| Capítulo 12 - Epílogo: El colapso de la torre principal causó un efecto cadena en las demás torres, a la vez que las quimeras comenzaron a morir una tras otra: los británicos ganaron la guerra y comenzaron la búsqueda de supervivientes. Por otra parte, el cuerpo de Hale nunca fue encontrado y fue clasificado como muerto en combate. Sin embargo, en la escena poscréditos, se observa a Hale caminando por la nieve, siendo interceptado por un pelotón que se lo lleva a una VTOL.                        |

## Personajes principales
- Nathan Hale: Protagonista y personaje principal a lo largo de Resistance: Fall of Man, Hale es un soldado estadounidense que llega a Inglaterra para apoyar a los británicos en su lucha contra las quimeras. Mientras combatía en York, Hale es infectado con el virus quimera, siendo el único soldado que sobrevive a la batalla. Tras ser llevado a un centro de conversión, se descubrirá que Hale es inmune al virus, lo que podría convertirlo en la principal esperanza en la lucha contra la invasión quimera.

- Rachel Parker: Capitana de los servicios de inteligencia británicos, la capitana Parker se encuentra con Hale por primera vez en el centro de conversión de Grimsby, siendo la primera en detectar que Hale no es «del todo humano». Posteriormente, se convierte en la supervisora de las operaciones de Hale en Gran Bretaña.

- Stephen Cartwright: Teniente del ejército británico conocido por su carácter socarrón y atrevido, Cartwright dirige las operaciones en tierra contra las quimeras. La capitana Parker lo define como «su mejor soldado». Si bien queda malherido en el asalto a la torre de Londres, se descubre que consigue sobrevivir e incluso se reencuentra con su hija, la cual sigue viva.

## Premios
- Premios recibidos por IGN:ddd
  - Juego de PlayStation 3 del año 2007
  - Mejor Shooter en primera persona de Playstation 3 del año 2007
  - Mejor tecnología gráfica en Playstation 3 en 2007
  - Mejor uso de sonido en Playstation 3 en 2007
  - Mejor Multijugador en línea en Playstation 3 en 2007
  - Mayor innovación de diseño en Playstation 3 en 2007

## Recepción
Resistance: Fall of Man recibió un premio de ventas "Platino" de la Asociación de Editores de Software de Entretenimiento y Ocio (ELSPA), lo que indica ventas de al menos 300,000 copias en el Reino Unido.
Resistance: Fall of Man recibió "críticas generalmente favorables" según el sitio web de críticas y reseñas Metacritic.
En las primeras horas del lanzamiento japonés de la PS3, el juego ya había recibido elogios de algunas publicaciones. Famitsu le dio al juego una puntuación de 33 sobre 40. IGN fue el primer sitio occidental en revisar el juego, con el crítico Jeremy Dunham declarando que mientras que otras consolas tuvieron que esperar años para obtener su aplicación asesina, "los usuarios de PlayStation 3 obtienen el suyo el primer día".
Siguiendo de cerca GameBrink.com publicó su crítica. Sin embargo, los puntajes en el momento del lanzamiento europeo fueron menos brillantes. La revisión de Eurogamer en el Reino Unido se quejó de que, aunque funcional, e incluso ocasionalmente entretenido, el juego no logró innovar por completo.
411Mania le dio un puntaje de 9.6 sobre 10 y dijo que inicialmente "se sentía como Call of Duty, pero a medida que avanzaba en el juego, descubrí que había mucho más. El juego lo juega por los números de muchas maneras, pero es muy pulido y divertido. El modo multijugador te mantendrá ocupado durante meses. Cualquier propietario de PS3 se perjudicará si no elige este juego". El USA Today le dio una puntuación de cuatro estrellas de cinco, diciendo: "Fácilmente el mejor juego para la nueva consola de juegos de Sony la PlayStation 3, Resistance: Fall of Man es un videojuego de acción en primera persona que te permite, como estadounidense soldado estacionado en el Reino Unido, liderar la lucha para librar al mundo de una raza alienígena viciosa". Maxim del mismo modo le dio un puntaje de ocho de diez, diciendo que el juego "logró exceder nuestras elevadas expectativas, pero solo por un pelo de la entrepierna". El Sydney Morning Herald también le dio cuatro estrellas de cinco y lo llamó "un juego de disparos consumado que ofrece muchos modos divertidos en línea, misiones únicas y magníficas armas". Sin embargo, The New York Times le dio una revisión promedio, diciendo que "a pesar de las críticas entusiastas, es un videojuego de disparos en primera persona de humanos contra alienígenas que no aporta nada nuevo al género. La inteligencia artificial de los combatientes es mediocre, y los gráficos en tonos sepia son sorprendentemente poco impresionantes, no mejores de lo que verías en la Xbox de cinco años".

## Controversia sobre la Catedral de Mánchester
Las escenas de combate que tienen lugar en una representación virtual de la catedral de Mánchester en Inglaterra causaron controversia con los líderes de la Iglesia de Inglaterra. Alegaron que su descripción era una profanación y una infracción de derechos de autor, y que era inapropiado que Sony permitiera a los jugadores disparar armas en una ciudad con problemas de armas. Hicieron varias amenazas legales contra la empresa Sony.

## Secuelas

### Resistance 2
Resistance 2 es la secuela directa de Fall of Man. Continúa la historia de Nathan Hale mientras defiende a los Estados Unidos de las Quimeras. El modo multijugador en el juego ahora admite hasta 60 jugadores en línea y hasta 8 jugadores en modo cooperativo. El juego fue lanzado en América del Norte el 4 de noviembre de 2008.

### Resistance: Retribución
Una secuela tipo spin-off, llamada Resistance: Retribution, fue anunciada el 15 de julio de 2008 en la conferencia de prensa E3 del 2008 de Sony. Es un videojuego de disparos en tercera persona para PlayStation Portable y ha sido desarrollado por Sony Bend, más conocido por desarrollar de la serie Syphon Filter. La historia tiene lugar en Europa después de la destrucción de la Torre de Londres y presenta personajes que regresan de Fall of Man y del nuevo protagonista llamado James Grayson. Fue lanzado el 17 de marzo de 2009 en América del Norte.

### Resistance 3
El 11 de octubre de 2009, el sitio web Joystiq informó que se vio una valla publicitaria de Resistance 3 en Shreveport, Luisiana.
Resistance 3 se anunció oficialmente el 17 de agosto de 2010 durante la conferencia de prensa de Sony Gamescom del 2010 junto con un avance de acción real. Fue lanzado en América del Norte el 6 de septiembre de 2011.

### Resistance: Burning Skies
Resistance: Burning Skies es el segundo spin-off de la serie Resistance desarrollado por Nihilistic Software. Fue lanzado en la PlayStation Vita en mayo (NA, AU), junio (UE) y julio (JP) 2012.